# Френк Барбрінк
Френк Барбрінк (англ. Frank Burbrink) — американський герпетолог.

## Біографія
У 1995 році закінчив Університет штату Іллінойс, у 2000 році отримав ступінь доктора філософії в Університеті штату Луїзіана. Працює в Американському музеї природознавства куратором відділення герпетології.
Займається вивченням змій. Досліджує історію еволюції та біогеографії рептилій. Брав участь у наукових експедиціях  у Північній та Південній Америці, Азії та на Мадагаскарі.
Таксони, описані Барбрінком:
- Candoiinae
- Maculophis
- Pantherophis slowinskii